# Rechtbank Almelo
Rechtbank Almelo was een van de negentien rechtbanken in Nederland. Ze vindt haar oorsprong in de Franse rechterlijke organisatie van 1811. De eerste president was Jacob Arnold Clignett. De rechtbank had twee vestigingen, te weten te Almelo aan de Egbert Gorterstraat 5 en te Enschede aan de Molenstraat 23.
Het arrondissement van de Rechtbank Almelo bestond ten tijde van de opheffing uit twee kantons: kanton Almelo en kanton Enschede. De laatste president van de rechtbank Almelo was Fred van der Winkel.